# Tiridídeos
Tiridídeos (Thyrididae) é uma família de insectos da ordem Lepidoptera.